# 세체니 (도시)

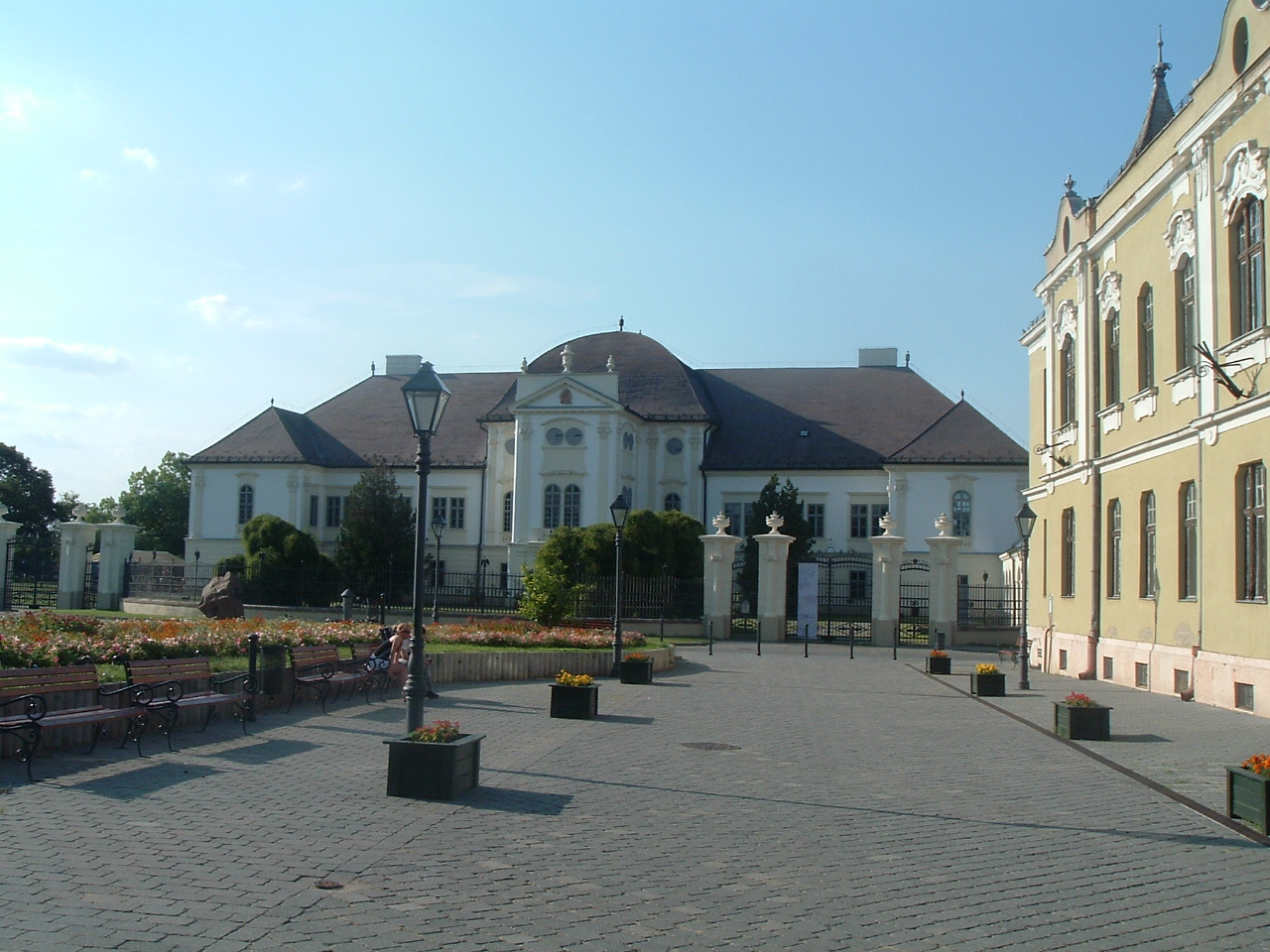
세체니 광장

세체니(헝가리어: Szécsény)는 헝가리 노그라드주에 위치한 도시로 면적은 45.83km2, 인구는 5,937명(2015년 기준), 인구 밀도는 57.7명/km2이다. 세체니구의 행정 중심지이기도 하다. 헝가리와 슬로바키아 간의 국경을 형성하는 이펠강(이포이강)에서 약 3km 정도 떨어진 곳에 위치한다.
선사 시대부터 마을이 형성되었으며 1219년 문헌에 처음 등장했다. 1333년에 세체니 터마시 가문의 영지가 되었고 1334년에는 헝가리 카로이 1세 국왕에 의해 도시 특권을 부여받았다. 1552년부터 1593년까지 오스만 제국의 지배를 받았고 나중에 포르가치 지그몬드(Forgách Zsigmond)에 의해 요새가 건립되었다. 18세기부터 도시가 발전하면서 다수의 민간 주택이 건립되었고 바로크 양식을 띤 포르가치성도 이 시기에 건립되었다.

시기
시 문장